# Ernst Andres
Ernst Andres – szwajcarski strzelec, mistrz świata.
Andres trzykrotnie w swojej karierze stał na podium mistrzostw świata, zdobywając za każdym razem złoty medal w drużynowym strzelaniu z pistoletu dowolnego z 50 m (miało to miejsce w latach 1933, 1935 i 1939). 

## Medale mistrzostw świata
Opracowano na podstawie materiałów źródłowych:
| Mistrzostwa  | Konkurencja                       | Wynik             | Miejsce |
| ------------ | --------------------------------- | ----------------- | ------- |
| Grenada 1933 | Pistolet dowolny, 50 m, drużynowo | 2587 pkt. (druż.) |         |
| Rzym 1935    | Pistolet dowolny, 50 m, drużynowo | 2634 pkt. (druż.) |         |
| Lucerna 1939 | Pistolet dowolny, 50 m, drużynowo | 2675 pkt. (druż.) |         |